# أوساكاساياما (أوساكا)
مدينة أوساكاساياما (بالإنجليزية: Ōsakasayama)‏ هي أحد المدن التابعة لمحافظة أوساكا. تأسست رسميًا في 01/10/1987. ويقدر عدد سكانها بـ 58661 نسمة حسب تقدير مكتب الإحصاء الياباني لعام 2012. تبلغ مساحة أوساكاساياما 11.86 كم2. بكثافة سكانية تبلغ 4946 نسمة/كم2.